# معايير جودة مياه الصرف الصحي

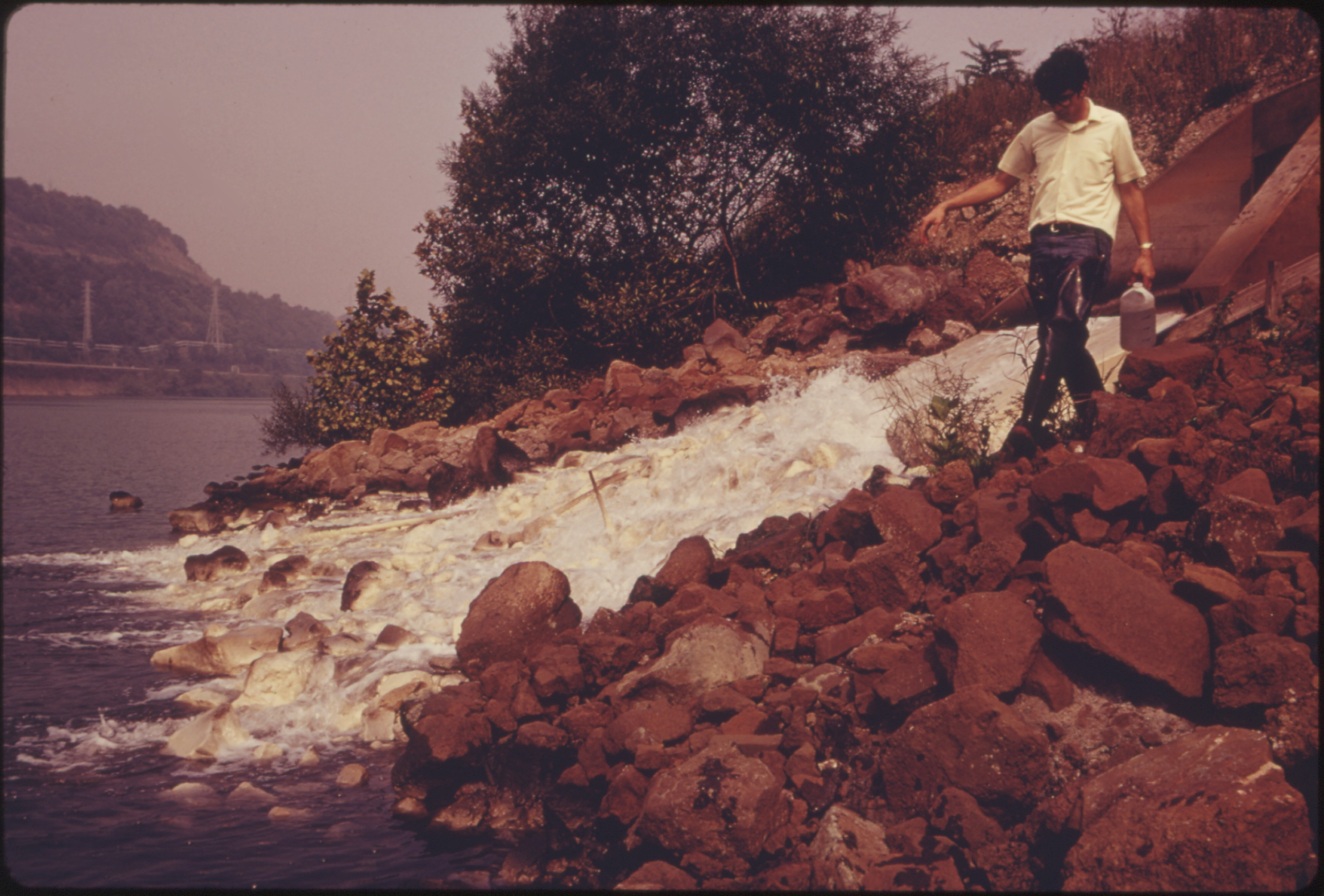

معايير جودة مياه الصرف الصحي :الأكسجين الحيوي الممتص والأكسجين الكيميائي الممتص , هي أساسا فحوصات مخبرية لتحديد ضرر مياه الصرف الصحي على الأسماك أو على حياة النباتات المائية ,و هناك مؤشرات إضافية تشمل بكتيريا القولونية و التعكر.

## الأكسجين الحيوي والكيميائي الممتص
المواد القابلة للأكسدة الموجودة في الممر المائي الطبيعي أو مياه الصرف الصحي الصناعية تتأكسد بيوكيميائيا بواسطة البكتيريا أو بواسطة العمليات الكيميائية , ممايؤدي إلى نقص الأكسجين في الماء ويمكن كتابة رد الفعل الناتج عن الاكسدة كالتالي :
مواد قابلة للأكسدة + بكتيريا + مواد مغذية + أكسجين ← ثاني أكسيد الكربون + الماء + مادة لاعضوية مؤكسدة مثل NO3 أو SO4
يستهلك الأكسجين بواسطة الحد الكيميائي مثل الكبريتيد والنيتريت ,يمكن وصفها على النحو التالي:
S-- + 2 O2 → SO4--
NO2- + ½ O2 → NO3-
بوجود البكتيريا في ممرات المياه تبدأ التفاعلات الحيوكيميائية كما موضح بالأعلى , ويقاس الأكسجين الحيوي الممتص في المختبر.
المواد الكيميائية القابلة للاكسدة في المياه الطبيعية أيضا ستبدأ بالتفاعل الكيميائي كما موضح بالأعلى ويقاس والأكسجين الكيميائي الممتص في المختبر
كلامن والأكسجين الكيميائي الممتص و الأكسجين الحيوي الممتص تعطي قياسات لإستنفاد الأكسجين في النفايات الملوثة على حد سواء , كما واعتمدت هاتين الطريقتين لقياس تأثير التلوث
1-	فالأكسجين الحيوي الممتص يعطي قياسات تجريبية الأكسجين الممتص في المواد القابلة للتحلل .
2-	والأكسجين الكيميائي الممتص يعطي قياسات تجريبية للأكسجين الممتص بواسطة تحلل الملوثات الحيوي إضافة للأكسجين الممتص بواسطة الملوثات القابلة للتأكسد غير المتحللة .
الأكسجين الحيوي الممتص 5-أيام : يقاس كمية الأكسجين الممتص بواسطة الملوثات الحيوية المؤكسدة في فترة 5 أيام ,
واعتمدت هذه الطريقة لقياس نسبة التلوث .
هناك اختبارات عديدة مختلفة لقياس الأكسجين الكيميائي الممتص ,
أكثرها شيوعا الأكسجين الكيميائي الممتص 4-ساعات.
وليس هناك علاقة عامة بين الأكسجين الحيوي الممتص 5-أيام وتقدم الأكسجين الحيوي , كذلك ليست هناك علاقة بين الأكسجين الحيوي الممتص والأكسجين الكيميائي الممتص, ومن الممكن تطوير الارتباط لنفايات محددة ذات تيار معين ولايمكن تعميمها على جميع النفايات .
الاختبار التجريبي لتحديد الأكسجين الممتص يمكن تفصيله بطرق قياسيه لفحص المياه ومياه الصرف الصحي المتاحة في
•	قياس الأكسجين الحيوي الممتص 5-أيام وقياس الأكسجين الحيوي الممتص المتقدم.
•	الأكسجين الكيميائي الممتص :قسم 5220

## اقرأ أيضا
- Tchobanoglous, M, Mannarino, F L, & Stensel, H D (2003). Wastewater Engineering (Treatment Disposal Reuse) / Metcalf & Eddy, Inc, 4th Edition, McGraw-Hill Book Company. ISBN 0-07-041878-0.
- Beychok, Milton R. (1967). Aqueous Wastes from Petroleum and Petrochemical Plants, 1st Edition, John Wiley & Sons, رقم الضبط في مكتبة الكونغرس 67019834.

## وصلات خارجية
- Discussion of BOD and COD (use BOD as the keyword in the pdf search function)
- Discussion of BOD and COD (use BOD as the keyword in the pdf search function)
- More about COD and BOD (scroll to section on "Advantage of using COD over BOD")
- Discussion of oxygen demand (use Oxygen Demand as the keywords in the pdf search function)